# Нікодемув
Нікодемув (пол. Nikodemów) — село в Польщі, у гміні Закшев Люблінського повіту Люблінського воєводства.
Населення — 158 осіб (2011).
У 1975-1998 роках село належало до Замойського воєводства.

## Демографія
Демографічна структура станом на 31 березня 2011 року:
|          | Загалом | Допрацездатний вік | Працездатний вік | Постпрацездатний вік |
| -------- | ------- | ------------------ | ---------------- | -------------------- |
| Чоловіки | 75      | 15                 | 52               | 8                    |
| Жінки    | 83      | 12                 | 46               | 25                   |
| Разом    | 158     | 27                 | 98               | 33                   |